# Guido Jakoncig
Guido Jakoncig (* 27. September 1895 in Koper, Österreichisches Küstenland; † 21. Dezember 1972 in Innsbruck) war ein österreichischer Politiker (Heimatblock).

## Leben
Jakoncig besuchte das Franziskanergymnasium Hall in Tirol. Nach dem Abitur diente er im Ersten Weltkrieg bei den K.u.k. Kaiserjägern. Er wurde Oberleutnant und erhielt die Ehren-Denkmünze für Tapferkeit in Gold. Er studierte an der Universität Innsbruck Rechtswissenschaft und wurde 1918 Mitglied  des Corps Rhaetia. Er war Rechtsanwalt in Meran und Innsbruck. 1927 trat der er Tiroler Heimatwehr bei. Für den Heimatblock war er in der Bundesregierung Dollfuß I 1932–1933 Minister für Handel und Verkehr. Ab 6. Mai 1933 leitete er das Bundes-Wirtschafts- und Ständeamt. Im Ständestaat (Österreich) warb er für eine Appeasement-Politik gegenüber dem Deutschen Reich 1933 bis 1945. Am 25. April 1939 beantragte er die Aufnahme in die NSDAP und wurde zum 1. Juli 1940 aufgenommen (Mitgliedsnummer 8.119.336). In der Nachkriegszeit in Österreich engagierte er sich in Innsbruck als Rechtsanwalt in wirtschafts- und verkehrspolitischen Angelegenheiten. Er initiierte handelspolitische Sonderregelungen mit Südtirol und war Gesellschafter und Geschäftsführer der Brenner Tunnel- und Alpenstraßen-Verkehrsgesellschaft. Beteiligt war er an der Tiroler Zollfreizonen Betriebsgesellschaft.

## Werke
- Grundsätzliche Gedanken zur Wirtschaftskrise und deren Bekämpfung. 1934
- Tiroler Kaiserjäger im Weltkrieg, 2. Auflage.  Innsbruck 1935
- Die Weltgefahr des Bolschewismus. 1937
- Recht und Gerechtigkeit bei der Behandlung des deutschen Privateigentums in Österreich. Düsseldorf 1953
- Italienisch-österreichische Handelsbeziehungen, in: Alto Adige, 2. September 1967, Nr. 207, S. 11